# Stephen Kelly
Stephen Michael Kelly (Dublin, 1983. szeptember 6. –) ír labdarúgó, jelenleg az angol Reading FC játékosa, valamint az ír labdarúgó-válogatott tagja. Első felnőtt csapata a Tottenham Hotspur volt, amelyben 2006-ig 37 mérkőzésen lépett pályára, s két gólt szerzett. Közben 2003-ban három csapatban is kölcsönben szerepelt. 2006-tól 2009-ig a Birmingham City játékosa volt, de az utolsó fél évet a Stoke Citynél töltötte kölcsönben. Ezt követően a Fulhamhez szerződött, s onnan került három és fél év után, 2013 januárjában jelenlegi csapatához, a Readinghez.